# Do Not Adjust Your Set
Do Not Adjust Your Set (DNAYS) è una serie televisiva per bambini prodotta originariamente dalla Rediffusion, poi dalla Thames Television per il canale televisivo britannico ITV dal 26 dicembre 1967 al 14 maggio 1969.
Lo show prese il suo nome dal messaggio (che si vedeva di frequente sugli schermi televisivi di quegli anni) che veniva mostrato quando c'erano dei problemi con la trasmissione. Sebbene originalmente fosse un programma destinato ad un pubblico di bambini, ebbe rapidamente un grande seguito anche tra molti adulti. Per il successo tra un pubblico composto da famiglie, fu simile a The Goodies (sebbene quest'ultimo fosse un programma destinato agli adulti).
In questa serie appaiono per la prima volta attori e comici che più tardi sarebbero diventati famosi, come per esempio Denise Coffey e David Jason; o come Michael Palin, Terry Jones e Eric Idle che in seguito sarebbero diventati membri dei Monty Python e quindi conduttori del Monty Python's Flying Circus. La Bonzo Dog Doo-Dah Band si esibì suonando proprie canzoni in ciascun episodio e apparve anche la Bob Kerr's Whoopee Band. I musicisti apparvero spesso in alcuni sketch.
Il programma includeva una serie di sketch, spesso bizzarri e surreali, spesso satirici con uno stile discontinuo che sarebbe diventato più famoso nel successivo Monty Python's Flying Circus. Almeno uno degli sketch di DNAYS fu ri-utilizzato dai Monty Python. Delle curiose animazioni inframmezzavano gli sketch degli ultimi episodi, tutte create dall'allora poco conosciuto Terry Gilliam.
Un personaggio che apparve a lungo nello show fu Captain Fantastic, parodia dei supereroi, impersonato da David Jason. Captain Fantastic era il protagonista di improbabili e macabre avventure contro la malvagia Mrs. Black (Denise Coffey).
Nel 1968 lo show vinse il premio internazionale Prix Jeunesse.

## Episodi
- Stagioni
  - Stagione 1: 14 episodi di 30 minuti trasmessi tra il 26 dicembre 1967 al 28 marzo 1968, il giovedì alle 17:25
  - Stagione 2: 13 episodi di 30 minuti trasmessi tra il 19 febbraio 1969 al 14 maggio 1969, il mercoledì alle 17:20
- Special:
  - Uno special non titolato di trenta minuti trasmesso il 29 luglio 1968, lunedì alle 19:00
  - "Do Not Adjust Your Sock", 50 minuti trasmesso il 25 dicembre 1968, mercoledì alle 16:10

Così come accadde per un altro importante predecessore del Monty Python's Flying Circus, At Last the 1948 Show, molti episodi furono cancellati per sempre. I nastri infatti furono sovrascritti dai parsimoniosi dirigenti televisivi che non seppero prevedere l'importanza che gli episodi avrebbero avuto in futuro come documento dell'evoluzione dell'umorismo britannico. Gli episodi superstiti sono stati raramente trasmessi in replica.

## DVD
Nove dei quattordici episodi della prima stagione sono stati pubblicati in DVD in Gran Bretagna e negli Stati Uniti nell'agosto 2005. Entrambe le edizioni sono state pubblicate con sistema NTSC. La copertina riporta l'informazione che il DVD contiene anche le animazioni di Gilliam che apparivano negli stessi episodi, ma in realtà così non è. La Bonzo Dog Doo-Dah Band appare con il brano Death Cab for Cutie nell'episodio 7 del DVD.

## iTunes Music Store
Nel marzo 2008 nove episodi di Do Not Adjust Your Set sono stati resi disponibili per l'acquisto negli Stati Uniti su iTunes Music Store. Gli episodi sono di durata variabile dai venticinque minuti per l'episodio numero 1 e undici minuti per l'episodio numero 7. La durata media è di circa trenta minuti. iTunes ha diffuso questi episodi come "Stagione 2", ma in realtà si tratta degli stessi episodi pubblicati in DVD.